# Dörte Gatermann
Dörte Gatermann (Hamburg, 25 de març de 1956) és una arquitecta alemanya que va dissenyar la Kölntriangle (Torre Triangular), coneguda com a LVR-Turm, de Colònia.
La mare de Gatermann va morir quan ella era una nena, i va ser criada pel seu pare, que era arquitecte. Va estudiar a la Universitat Tècnica de Brunswick i a la Universitat Tècnica d'Aquisgrà, on va estudiar sota la direcció de l'arquitecte Gottfried Böhm. Després de treballar amb èxit com a líder de projecte Casa Böhm's Züblin a Stuttgart quan encara era estudiant i, després de la seva graduació, va passar els següents cinc anys treballant per a ell com a líder del projecte.

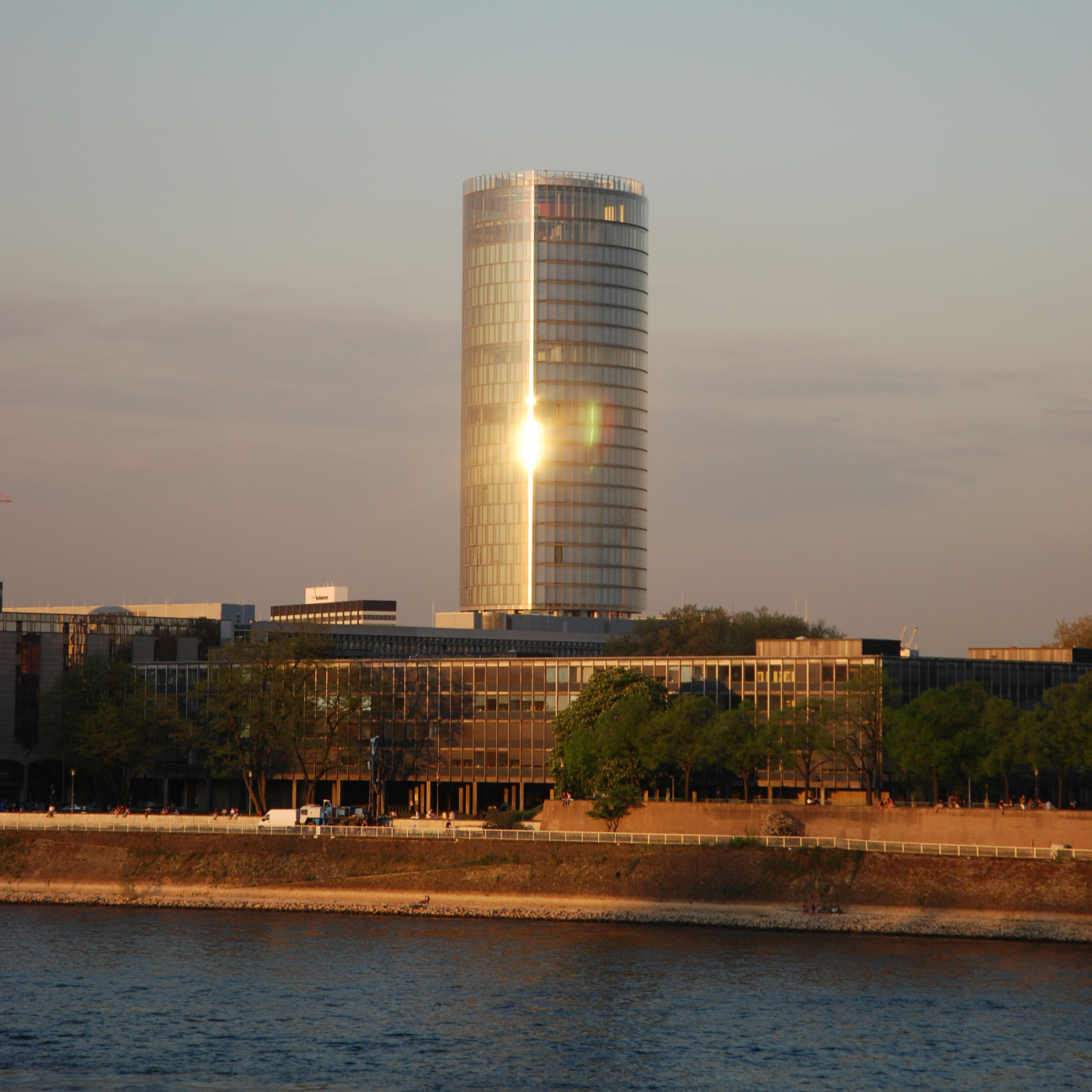
La Kölntriangle (Torre Triangular) de Dörte Gatermann

En 1984, juntament amb el seu company Elmar Schossig, amb qui es va casar més endavant, Gatermann va obrir el seu propi estudi d'arquitectura en Colònia, Gatermann + Schossig. Després d'uns encàrrecs bastant modests, van començar a arribar projectes més grans que van convertir a la companyia en un dels estudis d'arquitectura més innovadors i reeixits a Alemanya. Per a l'any 2009, quan Schossig va morir, havien realitzat uns 50 projectes. En 2002, després de rebre diversos oferiments per liderar una càtedra, finalment va acceptar la de la Universitat Tècnica de Darmstadt on va ensenyar fins a 2007, per posteriorment concentrar-se en el seu negoci en Colònia. Un dels seus assoliments més memorables en Darmstadt va ser la remodelació de l'anomenat "Saló de la Fama" del museu per a les dones, incloent-hi l'exposició itinerant que va dissenyar per al fotògraf Bettina Flitner.
L'obra mestra de Gatermann és la Kölntriangle, amb una altura d'aproximadament 103 metres. Li va ser encarregat el projecte quan ella tenia només 47 anys, i posteriorment va afirmar amb un aire d'autosatisfacció: 
En 2006, l'estudi d'arquitectura Gatermann + Schossig va ser guardonat per l'empresa de vidre Pilkington amb el premi a la innovació en l'arquitectura "Síntesi - Arquitecte i Indústria", com a resultat del seu ús innovador de cristalls a l'edifici Kölntriangle.
Altres projectes en els quals va estar involucrada inclouen la Bayenturm, una torre del segle xiii al centre de Colònia, que va reparar, va reformar i va ampliar en la dècada de 1990; la seva pròpia casa acabada en 2000 (un dels pocs edificis en els quals ella va cooperar estretament amb el seu marit) i l'espai d'exposició de recent inauguració que va dissenyar per al Museu romà al Parc Arqueològic de Xanten.